# 青森県道194号沢辺陸奥沢辺停車場線
青森県道194号沢辺陸奥沢辺停車場線（あおもりけんどう194ごう さわべむつさわべていしゃじょうせん）は、青森県西津軽郡深浦町を通る一般県道である。

## 概要
西津軽郡深浦町沢辺の国道101号交点からJR五能線陸奥沢辺駅に至る。

### 路線データ
- 起点：西津軽郡深浦町大字沢辺[1]
- 終点：陸奥沢辺停車場[1]

## 歴史
- 1961年（昭和36年）2月10日 - 県道に認定される[1]。

## 地理

### 交差する道路
- 国道101号（起点）

### 沿線の施設
- JR五能線 陸奥沢辺駅